# Mecachrome
La Mecachrome SAS è una società attiva nel mondo dell'aviazione, industria automobilistica, gare motoristiche e ingegneria industriale. Tale società è ricordata dai più per la partecipazione come costruttore ed elaboratore di motori per auto da Formula 1. Dal 1979 fu attiva collaboratrice della Renault e nel 1998 la Mecachrome fu la fornitrice ufficiale dei motori alle due scuderie che avevano già impiegato i propulsori francesi, ovvero la Williams campione del mondo in carica, e la Benetton (i cui motori furono rimarchiati Playlife). La conclusione del coinvolgimento dell'azienda in Formula 1 è stato annunciato il 18 agosto 2008. Resta però attiva, con il Mecachrome V634T V6, nel Campionato FIA di Formula 3, Campionato FIA di Formula 2 e nel Campionato del mondo endurance FIA, dove collabora con Alpine.